# 16-я кавалерийская дивизия (РСФСР)
16-я кавалерийская дивизия — соединение кавалерии РККА, созданное во время Гражданской войны в России в 1919—1921 годах. Являлось маневренным средством в руках фронтового и армейского командования для решения оперативных и тактических задач.

## История
Дивизия была сформирована 2 ноября 1919 года в составе конного корпуса 8-й армии.
По приказу войскам 8-й армии от 21 ноября 1919 г. N 631 она стала именоваться Отдельной кавалерийской дивизией 8-й армии. Приказом войскам Южного фронта от 23 декабря 1919 г. N 1961 переименована в 16-ю кавалерийскую дивизию.

### Подчинение[3]
| Дата                      | Фронт (Военный округ) | Армия                          | Корпус            | Примечания |
| ------------------------- | --------------------- | ------------------------------ | ----------------- | ---------- |
| ноябрь 1919 - апрель 1920 | Юго-Восточный фронт   | 8-я армия                      |                   |            |
| апрель - июнь 1920        | Кавказский фронт      | 9-я Кубанская армия            |                   |            |
| июль 1920                 | Южныйй фронт          | 13-я армия                     |                   |            |
| июль - декабрь 1920       | Южный фронт           | 2-я Конная армия               |                   |            |
| ноябрь 1920 - март 1921   | Кавказский фронт      |                                | 2-й конный корпус |            |
| январь - март 1921        | Кавказский фронт      | Войска Терской области         |                   |            |
| март - май 1921           | Кавказский фронт      | 10-я Терско-Дагестанская армия |                   |            |
| июль - ноябрь 1921        | Северо-Кавказский ВО  |                                |                   |            |

### Боевые действия[3]
Дивизия участвовала в боях против армий Деникина в Донской области, в Ростово-Новочеркасской операции (3 - 10 января 1920 года, наступление на Ростов), Доно-Манычской операции (17 января - 6 февраля 1920 года) (наступление на Батайск, стц. Ольгинскую), в охране Азовского побережья от Ейска до Курганского лимана (май - июнь 1920), в боях против армий Врангеля в районе г. Орехов (июль 1920), хут. Кислицкий, г. Армянск (авг. 1920), г. Никополь, в форсировании Днепра (октябрь 1920), в контрнаступлении Южного фронта в Северной Таврии (28 октября - 3 ноября 1920) (наступление с никопольского плацдарма на Б. Белозерку, Веселое, Петровское), в Перекопско-Чонгарской операции (7 - 17 ноября 1920 года) (освобождение ст. Джанкой, г. Симферополь).
Участвовала в ликвидации отрядов Махно в Крыму и на Украине (ноябрь - декабрь 1920 года), повстанческих отрядов и бандитизма на Северном Кавказе, в районах гг. Пятигорск, Кисловодск, Нальчик, Майкоп, ст. Невинномысская и Баталпашинская (январь - ноябрь 1921).
Приказом войскам Северо-Кавказского ВО от 12 ноября 1921 года N 1363/оп дивизия была расформирована, личный состав передан на укомплектование других кавдивизий округа.

## Командный состав[5]

### Начальники
- 12 ноября 1919 — 11 августа 1920 — Сергей Борисович Волынский
- 11 августа 1920 — 25 августа 1920 — врид Дмитрий Иванович Рябышев
- 10 декабря 1920 — 19 апреля 1921 — Юрий Владимирович Саблин
- 19 апреля 1921 — 27 мая 1921 — Мирон Львович Полунов
- 27 мая 1921 — 18 августа 1921 — Алексей Лаврентьевич Бадин
- 18 августа 1921 — 12 ноября 1921 — Яков Филиппович Балахонов

### Военкомы
- 12 ноября 1919 — 26 ноября 1919 — Аркадий Борисович Дубсон
- 16 ноября 1919 — 4 декабря 1919 — Николай Фёдорович Березин
- с 4 декабря 1919 — Александр Алексеевич Бородин
- 7 мая 1920 — 12 июня 1920 — Маркел Львович Крожевский
- 13 июня 1920 — 13 августа 1920 — Наум Давидович Ефуни
- 13 августа 1920 — 21 августа 1920 — Александр Лукич Борчанинов
- 21 августа 1920 — 10 декабря 1920 — Желтов
- 10 декабря 1920 — 7 июня 1921 — Мальцев Б.
- 7 июня 1921 — 18 августа 1921 — Сергей Коновалов
- 18 августа 1921 — 15 октября 1921 — Сыромятников Александр Иванович
- 15 октября 1921 — 12 ноября 1921 — врид Лев

### Начальники штаба
- 12 ноября 1919 — 6 декабря 1919 — врид Иосиф Наумович Рубин
- 6 декабря 1919 — 17 января 1920 — врид Козьма Свинцов
- 17 января 1920 — 16 февраля 1920 — врид Цыбышев
- 16 февраля 1920 — 23 февраля 1920 — врид Николай Константинович Мордовин
- 23 февраля 1920 — 19 апреля 1921 — Мирон Львович Полунов
- 19 апреля 1921 — 27 мая 1921 — врид Иосиф Наумович Рубин
- 27 мая 1921 — 27 октября 1921 — Мирон Львович Полунов
- 27 октября 1921 — 12 декабря 1921 — Степанов